# اوکهام (ماساچوست)
اوکهام، ماساچوست
اوکهام (به انگلیسی: Oakham) شهرکی در شهرستان ورچستر ایالت ماساچوست می‌باشد که در سال ۱۷۷۵ بنیان‌گذاری شده‌است. این شهرک در سرشماری سال ۲۰۱۰ میلادی، ۱٬۹۰۲ نفر جمعیت داشته‌است.